# Dominic Antonelli
Dominic Anthony "Tony" Antonelli (Detroit, 23 agosto 1967) è un ex astronauta statunitense.
Ha volato con la missione STS-119 dello Space Shuttle come pilota. Ha partecipato anche alla missione STS-132 nel maggio del 2010.